# Tribunal Revolucionário

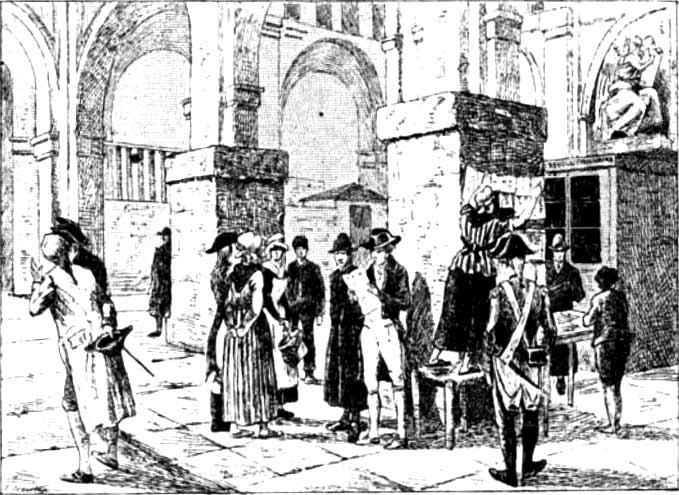
Sala dos Passos Perdidos e a entrada do Tribunal Revolucionário francês em 1793, segundo pintura de Louis Léopold Boilly.

O Tribunal Revolucionário (ou não-oficialmente Tribunal Popular) foi uma corte que foi instituída em Paris pela Convenção Nacional durante a Revolução Francesa para os julgamentos de políticos infratores. Se tornou um dos mais potentes motores do Terror.

## Origem
O Tribunal Revolucionário provisório foi estabelecido em 17 de agosto de 1792 em resposta à Tomada das Tulherias. Para garantir que houvesse algum processo legal adequado para lidar com suspeitos acusados de crimes políticos e traição, em vez de assassinatos arbitrários por comitês locais, Maximilien Robespierre propôs a criação de um novo Tribunal, com poderes extraordinários para impor a pena de morte. O Tribunal foi abolido em novembro de 1792, no início do julgamento de Luís XVI, e durante esse tempo havia condenado 28 pessoas à morte. Em sua maioria, eram criminosos comuns, e não prisioneiros políticos.
O Tribunal Revolucionário foi restabelecido em um momento de crise na nova República Francesa. Na primavera de 1793, a guerra com a Primeira Coalizão estava indo mal e a escassez de alimentos estava piorando. O governo respondeu tomando uma série de medidas para defender a integridade da República. Em 24 de fevereiro, a Convenção Nacional decidiu criar um exército de 300 mil por meio de uma levée en masse; em 9 de março, decidiu enviar um representante em missão da Convenção a todos os departamentos.
Mesmo nessas circunstâncias, a Convenção inicialmente relutou em restaurar o Tribunal Revolucionário. Em 10 de março, em resposta a uma grave desordem nas ruas de Paris, Georges Danton, com o apoio de Robespierre, propôs seu renascimento, mas a maioria dos deputados não foi a favor. Depois de um longo debate, por volta da meia-noite, Danton conseguiu persuadir a maioria a votar a favor apenas levantando o espectro de mais massacres descontrolados, como ocorrera em setembro anterior. Se a Convenção não concordasse em criar o Tribunal, argumentou, o povo seria obrigado a fazer sua própria justiça. “Sejamos terríveis, disse Danton, para que o povo não tenha que ser”. Nesta base, a Convenção finalmente concordou que deveria ser estabelecido em Paris o Tribunal Penal Extraordinário (Tribunal criminel extraordinaire), que recebeu o nome oficial de Tribunal Revolucionário por decreto de 29 de outubro de 1793. 
Outras medidas tomadas em resposta à crise na mesma época incluíram o estabelecimento formal de um Comitê Revolucionário de Vigilância em cada bairro e a criação do Comitê de Segurança Pública em 6 de abril. 

## Funcionamento
O tribunal deveria ouvir casos de alegados crimes contra-revolucionários em toda a França. Foi composto por um júri de doze. Isso foi uma inovação na justiça francesa, emprestada da lei inglesa (embora para o Tribunal Revolucionário o júri tenha sido cuidadosamente selecionado entre ativistas politicamente confiáveis). Tinha cinco juízes, um procurador e dois procuradores-adjuntos, todos nomeados pela Convenção; e de seus julgamentos não houve apelação. Jacques-Bernard-Marie Montané tornou-se presidente do Tribunal até ser substituído no cargo em 23 de agosto de 1793 por MJA Herman. Fouquier-Tinvilleatuou como promotor público. As listas de prisioneiros a serem enviados ao tribunal foram preparadas por uma comissão popular e assinadas, após revisão, pelo Comitê de Segurança Geral e o Comitê de Segurança Pública em conjunto. 
Em 5 de setembro de 1793, a Convenção declarou que "o terror é a ordem do dia" e dividiu o Tribunal Revolucionário em quatro câmaras concorrentes, de modo que o número de casos com que lidou pudesse aumentar consideravelmente. Também decidiu que todos os jurados do Tribunal deveriam ser nomeados diretamente pelo Comitê de Segurança Pública ou pelo Comitê de Segurança Geral. Isso se seguiu à notícia de que rebeldes em Toulon haviam entregado a cidade aos britânicos e vários dias de tumultos em Paris.

## Operação
Um dos primeiros casos apresentados ao Tribunal levou à sua absolvição mais famosa. Em 13 de abril de 1793, deputados girondinos apresentaram uma acusação contra Jean-Paul Marat. Isso envolveu crucialmente o levantamento da imunidade de que gozavam até então os membros da Convenção (o próprio Marat era deputado). Não apenas o caso contra Marat desmoronou, mas dois dias depois de seu caso ter sido apresentado, membros da Comuna de Paris responderam trazendo um caso ao Tribunal contra 22 girondinos importantes. Este caso foi arquivado, mas o princípio de que os membros da Convenção poderiam ser julgados pelo Tribunal foi importante e, em última instância, levou os líderes girondinos a serem julgados e executados em outubro de 1793. 
Durante os meses em que Montané foi seu presidente, o Tribunal lidou com 178 acusados. Destes, 53% foram libertados após exame inicial por um juiz, sem julgamento completo, enquanto outros 17% foram julgados e absolvidos por um júri. 5% foram condenados e sentenciados à prisão ou deportação e 25% foram condenados à morte. De sua formação até setembro de 1793, o Tribunal ouviu 260 casos e proferiu 66 penas de morte. Como resultado, foi criticado como ineficaz por alguns jacobinos. A Lei dos Suspeitos (17 de setembro de 1793) aumentou muito o número de prisioneiros que estavam presos e poderiam ser levados a julgamento. Entre outubro e o final de 1793, o Tribunal emitiu 177 sentenças de morte. 
Tribunaux révolutionnaires semelhantes também estavam em operação nos vários departamentos franceses. No entanto, em 16 de abril de 1794 (27 Germinal Ano II), a Convenção aprovou um relatório de St. Just propondo a abolição dos tribunais revolucionários existentes em departamentos individuais e exigindo que todos os suspeitos fossem enviados ao tribunal principal em Paris. Em 21 de maio de 1794, o governo decidiu que o Terror seria centralizado, com quase todos os tribunais das províncias fechados e todos os julgamentos realizados em Paris. Os tribunais provinciais que tiveram permissão para continuar seu trabalho foram Bordeaux, Arras, Nîmes no Sul, bem como Arras e Cambrai no Norte.
Na sequência das tentativas de assassinato dos membros da Convenção Jean-Marie Collot d'Herbois em 23 de maio e Maximilien Robespierre em 25 de maio de 1794, em 10 de junho (22 Ano Prairial II) foram aprovadas as chamadas "Leis Pradaria". Esses julgamentos no Tribunal Revolucionário limitaram a três dias. Eles também impediram o Tribunal Revolucionário de chamar testemunhas ou de permitir o advogado de defesa. Os júris deveriam condenar ou absolver inteiramente com base na acusação e na própria defesa do acusado. Além disso, as novas leis confinaram o Tribunal a apenas dois veredictos possíveis - absolvição ou morte. Por fim, a lei cancelou toda a legislação anterior sobre o mesmo assunto. Sem ser explícito, isso retirou a imunidade dos membros da Convenção que até então os protegia da prisão sumária e exigia que a própria Convenção votasse o envio de qualquer de seus membros a julgamento.
Três dias após a aprovação das leis prairiais, a guilhotina foi removida de Paris. Anteriormente, ele ficava na Place du Carrousel, depois foi transferido para a Place de la Revolution, e novamente para a Place St Antoine e mais tarde para a Place du Trône-Renversé. Como o Tribunal Revolucionário acelerou o ritmo das execuções, tornou-se impraticável realizá-lo na cidade.

## Avaliação
Do início de 1793 até a Reação Termidoriana, 17 mil pessoas foram condenadas e decapitadas por algum tipo de tribunal revolucionário na França (em Paris ou nas províncias), além de cerca de 25 mil outras que foram sumariamente executadas nos Massacres de setembro, retribuições em a guerra na Vendéia e em outros lugares. O Tribunal Revolucionário de Paris foi responsável por 16% de todas as sentenças de morte.
De todos os acusados pelo Tribunal Revolucionário, cerca da metade foi absolvida (o número caiu para um quarto após a promulgação da Lei do 22º Ano Pradaria II) (10 de junho de 1794). Antes da Lei do 22º, o Tribunal Revolucionário havia pronunciado 1 220 sentenças de morte em treze meses; durante os quarenta e nove dias entre a aprovação da lei e a queda de Robespierre, 1 376 pessoas foram condenadas (uma média de 28 por dia).

## Depois do termidor
Depois da derrubada de Robespierre em julho de 1794, algumas pessoas esperavam que o Tribunal Revolucionário fosse abolido, mas isso não aconteceu. Nos cinco dias após a Reação Termidoriana, a Convenção libertou 478 presos políticos, mas 8 mil ainda permaneciam encarcerados, apesar das demandas populares por uma anistia geral. Em 1 de agosto de 1794 (14 do ano termidor II), as Leis Pririais foram revogadas, o que significa que o ónus da prova contra os suspeitos cabia novamente à acusação. Logo depois, todos os juízes do Tribunal Revolucionário foram substituídos e os comitês de vigilância locais foram reduzidos, de modo que passaria a haver apenas doze em Paris e um por distrito fora da capital. A Lei de Suspeitos, entretanto, permaneceu em vigor.
O Tribunal Revolucionário foi utilizado pela Convenção Termidoriana como instrumento para destruir os líderes políticos que participaram ativamente do Reino do Terror. Em 16 de dezembro de 1794 (26 Frimaire ano III), Jean-Baptiste Carrier foi condenado à morte e executado. Em 6 de maio de 1795 (17 Floreal Ano III), o ex-presidente do Tribunal Revolucionário, Martial Herman, o ex-Procurador-Geral Fouquier-Tinville e quatorze ex-membros do júri do Tribunal Revolucionário foram condenados, e no dia seguinte, guilhotinado. Depois que a maioria dos associados com o Reinado do Terror foi eliminada, o Tribunal Revolucionário foi finalmente suprimido em 31 de maio de 1795 (12 do Ano III da Pradaria).
Embora a própria Convenção tenha executado a maioria das pessoas associadas ao Tribunal Revolucionário em Paris, nenhum processo oficial semelhante foi seguido nas províncias. Em 1795, o Primeiro Terror Branco estourou em partes do país, particularmente no Sudeste, quando multidões anti-jacobinos atacaram e assassinaram pessoas que estavam associadas a tribunais revolucionários em sua área.  Em 14 de fevereiro de 1795, por exemplo, Joseph Fernex, um juiz do antigo Tribunal de Orange, foi morto e jogado no Ródano por uma multidão. Em 27 de junho, outros membros do mesmo tribunal receberam o mesmo tratamento.